# Suriyenthrathibodi
Sanphet VIII (tiếng Thái: สรรเพชญ์ที่ ๘) hoặc Suriyenthrathibodi (tiếng Thái: สุริเยนทราธิบดี) là vua của Vương quốc Ayutthaya từ 1703 đến 1709 và vua thứ hai của nhà Ban Phlu Luang. Suriyenthrathibodi cũng được biết đến bởi danh hiệu trước khi lên ngôi, Luang Sorasak (tiếng Thái: หลวงสรศักดิ์). Ông là con trai cả của người sáng lập nhà Ban Phlu Luang, Phetracha.:277

## Cuộc "Cách Mạng" năm 1688
Khi vua Narai đã bị bệnh nặng và không còn hy vọng phục hồi, Phetracha bắt giam vị quan Constantine Phaulkon và các sĩ quan người Pháp. Sau khi tra hỏi với Mom Pi, ông đã khám phá ra Mom Pi có âm mưu với Phaulkon để chiếm ngai vàng, Mom Pi liền bị giết. Sau đó ông biết thêm âm mưu nổi loạn của Phaulkon và giết vị quan này. Trên giường hấp hối, vua Narai đã không thể làm bất cứ điều gì, ngoại trừ nguyền rủa Phetracha và con trai của ông, Luang Sorasak. Luang Sorasak sau đó đã giết luôn hai anh em trai của vua Narai.:271–273

## "Vua Cọp"
Thường dân người Thái trong thời gian trị vì của ông đã gọi ông là Phra Chao Suea, (tiếng Thái: พระเจ้าเสือ "Vua Cọp"), theo lời biên niên sử Hoàng gia. "Có rất nhiều câu kinh khủng về cuộc sống riêng tư và những hành vi tàn bạo của bệ hạ.":67 Biên niên sử Ayutthaya của Phan Chanthanumat mô tả hành vi của ông ta như sau:
"Bệ hạ có thói quen giải trí bằng rượu và quan hệ với trẻ em gái dưới 11-12 tuổi. Nếu bất kỳ trẻ em gái nào không thể chịu đựng được và quằn quại trong đau đớn, bệ hạ sẽ trở nên giận dữ và ban cho cô một hình phạt là dẫm đạp cô đến chết bằng bàn chân của ngài. Nhưng nếu bất kỳ bé gái nào có thể duy trì sự cam chịu và không phản kháng, bệ hạ sẽ phấn chấn và ban cho cô ấy một số tiền boa và phần thưởng.
"Hơn nữa, khi bệ hạ có một chuyến đi đến bất kỳ kênh, hải đảo, hay bất cứ nơi nào khác có đầy cá mập, cá kiếm và các con thủy quái khác, ông luôn luôn uống rượu. Nếu bất kỳ người thiếp, phi tần hoặc chính thất nào bị say sóng, bệ hạ sẽ không phán xét và không có lòng thương xót, nhưng sẽ rất tức giận và ra lệnh treo người đó bằng một cái móc và ném xuống nước để cho cá mập và cá kiếm ăn.
"Hơn nữa, điện hạ không bao giờ duy trì đạo đức trong năm giới. Ông còn có quan hệ với vợ của các quan chức triều đình. Từ đó trở đi, bệ hạ đã được gọi là 'vua Cọp'."
The Chronicle of Ayutthaya, British Museum's Version, còn nói:
"Tại thời điểm đó, nhà vua đã có tâm địa thô tục, hành vi vô lễ, tàn nhẫn. Ông không bao giờ quan tâm đến các hoạt động từ thiện, chỉ trong các hoạt động truyền thống hoàng gia. Ngoài ra, ông thiếu kiềm chế, nhưng đã được bị tha hóa bởi xấu xa tội lỗi. Vĩnh cửu đã giận dữ và sự thiếu hiểu biết trong tâm trí của mình. Và nhà vua có thói quen uống rượu và hài lòng mình, bằng cách có quan hệ với phụ nữ, trẻ em chưa đạt được tuổi của kinh nguyệt. Trong này, nếu bất kỳ phụ nữ đã có thể chịu đựng anh ta, rằng phụ nữ sẽ được cấp một số tiền thưởng, tiền vàng, lụa và vải khác. Nên bất kỳ phụ nữ không có khả năng chịu lực với anh ta, anh ta sẽ tức giận và tấn công một thanh gươm cho trái tim của mình, đưa cô ấy đến chết. Quan tài đã mỗi ngày nhìn thấy được gọi vào cung điện để chứa những phụ nữ chết và được đưa ra khỏi cung điện thông qua một cửa khẩu hoàng gia cuối cùng của hoàng giam biệt thự. Rằng cổng qua đó được tên 'cánh Cổng Ma' cho đến bây giờ."

## Con cái
| #  | Consort and Concubines               | Children                                                        |
| -- | ------------------------------------ | --------------------------------------------------------------- |
| 1. | Phra Phanwasa (meaning Queen mother) | Prince Phet (Thai Sa) Prince Phon (Borommakot) Princess Unnamed |
| 2. | Others                               | Princess Kaeo Princess Thapthim                                 |